# Xã Jackson, Quận Des Moines, Iowa
Xã Jackson (tiếng Anh: Jackson Township) là một xã thuộc quận Des Moines, tiểu bang Iowa, Hoa Kỳ. Năm 2010, dân số của xã này là 129 người.